# Alexis Habiyambere
Alexis Habiyambere SJ (agost de 1939 a Save) és un religiós ruandès, bisbe emèrit de l'Església catòlica a Ruanda i president de la Conferència Episcopal de 2003 a 2010.

## Biografia
Alexis Habiyambere es va unir a la comunitat religiosa dels jesuïtes i fou ordenat sacerdot l'1 d'agost de 1976. El 2 de gener de 1997 el papa Joan Pau II el va designar bisbe de Nyundo. Fou ordenat com a bisbe el 22 de març del mateix any per l'antic bisbe de Nyundo, Wenceslas Kalibushi, amb Frédéric Rubwejanga, bisbe de Kibungo i Thaddée Ntihinyurwa, arquebisbe de Kigali. El seu mandat pastoral es va caracteritzar per les crides a la reconciliació.
L'11 de març de 2016 el papa Francesc va acceptar la seva renúncia per motius d'edat.